# Camera dei rappresentanti del Tennessee
La Camera dei rappresentanti del Tennessee è, insieme al Senato, una delle due camere che compongono l’Assemblea generale del Tennessee. Essa si riunisce nel Campidoglio dello Stato del Tennessee.
La Camera è composta da 99 rappresentanti, eletti ogni due anni.